# Sofia Dolgorukova
Sofia Aleksejevna Dolgorukova (ryska: Софья Алексеевна Долгорукова), född 1887, död 1949, var en rysk pilot.
Hon var dotter till hovfunktionären greve Alexej Aleksandrovitj Bobrinskij och astronomen Nadezjda Aleksandrovna Polovtsova. Hon var hovdam (hovfröken) hos ryska tsaritsan Alexandra av Hessen före sitt giftermål. Hon gifte sig 1907 med furst Pjotr Aleksandrovitj Dolgorukov (1883–1925), från vilken hon skilde sig 1913, och 1918 med furst Pjotr Petrovitj Volkonskij (1872–1957).
Hon utbildade sig till kirurg och tjänstgjorde under Andra Balkankriget. 
Hon var en av de första kvinnor i Ryssland som lärde sig köra bil, och blev sedan en av Rysslands första kvinnliga racerförare: hon var den enda kvinnan bland 48 deltagare i det kejserliga motorrallyt i Kiev 1910. Hon blev 1912 en av de första kvinnorna i Ryssland som lärde sig flyga, och en av de första ryska kvinnliga piloterna då hon fick sin flyglicens vid kejserliga flygskolan 1914. 
Vid första världskrigets utbrott ansökte hon om att få tjänstgöra som stridspilot men fick nej på grund av sitt kön, och arbetade istället som sjuksyster. Efter februarirevolutionen 1917 tillät den provisoriska regeringen kvinnor att tjänstgöra i krig och hon tjänstgjorde med Jelena Samsonova. Hon lämnade Sovjetryssland 1919. År 1921 återvände hon för att få ut sin andre make, och paret bosatte sig sedan i Frankrike, där hon 1926 förnyade sin körlicens och sedan arbetade som taxichaufför. 